# Тарновскје Гори
Тарновскје Гори (пољ. Tarnowskie Góry) је град у Пољској у Војводству Шлеском у Повјату tarnogórski. Према попису становништва из 2011. у граду је живело 60.847 становника.

## Становништво
Према прелиминарним подацима са пописа, у граду је 2011. живело 60.847 становника.
| 2002.  | 2011.  | 2012.  |
| ------ | ------ | ------ |
| 62.393 | 60.847 | 61.002 |

## Партнерски градови
- Бернбург
- Méricourt
- Бекешчаба
- Кутна Хора